# Laura Cereta
Laura Cereta, född 1469 i Brescia, död 1499 i Brescia, var en italiensk humanist och feminist. Hon var känd som en av sin samtids mest lärda kvinnor och deltog i den offentliga debatten genom brevväxling med samtida intellektuella, som 1488 blev offentliggjord. I sina brev tog hon upp problem i ojämlikheten mellan män och kvinnor, såsom kvinnans ställning i äktenskapet och svårigheter att få en utbildning.